# 黒谷彩乃
黒谷 彩乃（くろたに あやの、1978年12月3日 - ）は日本のAV女優。バルドエージェンシー所属。
特技は語学。

## 出演作品

### アダルトビデオ
2003年
- 昼下がりの淫ら妻29（1月1日、クリスタル映像）
- 美人教師 暴行現場36（1月1日、クリスタル映像）

2008年
- 未亡人 柔肌の悶え20（9月20日、クリスタル映像）
- 子持ち不倫妻＃3 彩乃30才（10月1日、グレイズ）
- 人妻温泉 癒し系23（10月10日、クリスタル映像）
- はれんち姦姦 ’08夏（11月7日、クリスタル映像）

2009年
- 私は痴女 人妻編 奥さん!そげんヨカトですか（1月16日、クリスタル映像）
- 発情OL オフィスで…26（1月30日、クリスタル映像）
- 完熟マダムワ～ルド2（2月6日、クリスタル映像）
- 熟女狩り 第9夜（2月6日、クリスタル映像）
- THE 潮吹き5（3月6日、クリスタル映像）
- S級美女OL 4時間DX（6月12日、クリスタル映像）
- 極選4時間 昼下がりの淫ら妻（6月27日、クリスタル映像）
- 人妻 The 高橋浩一 Best 2枚組6時間（7月1日、グレイズ）
- THE 潮吹き 5（3月6日、クリスタル映像）
- この熟女いやらしい！お願い犯して、私に女の悦びを教えて！（7月17日、アテナ映像）
- 独占!!黒谷彩乃（8月21日 、クリスタル映像）

2010年
- 兄貴の嫁さん2 ～禁断の家族関係～（4月5日、スティルワークス）